# Bakkejordbær
Bakkejordbær (Fragaria viridis), også skrevet Bakke-Jordbær, er en 5-15 cm høj urt, der vokser på tørre bakker og skrænter. Til forskel fra skovjordbær har bakkejordbær ingen eller kun korte udløbere.

## Beskrivelse
Bakkejordbær er en flerårig urt med en rosetdannende vækst. De blomsterbærende stængler er grønne og hårede, mens bladstilkene er rødlige. Bladene er trekoblede med omvendt ægformede småblade. Bladranden er groft takket, og oversiden er mørkegrøn og furet af de forsænkede bladribber, mens undersiden er sølvgrå. Bladene afviger fra dem hos den nærtstående art, skovjordbær, ved at endesmåbladets yderste takker ikke rager så langt frem som dem ved siden af. Blomstringen sker i maj-juni, og blomsterne bæres flere sammen på oprette stængler. De er regelmæssige, hvide og 5-tallige. Frugten er en opsvulmet blomsterbund med små nødder.
Rodnettet er trævlet. Arten danner ingen eller i hvert fald få og korte udløbere.
Højde x bredde og årlig tilvækst: 0,10 x 0,25 m (10 x 25 cm/år), heri ikke medregnet eventuelle udløbere.

## Voksested
Arten er knyttet til lysåbne, tørre og kalkrige voksesteder i Europa, Kaukasus og Central- og Nordasien. I Danmark er den temmelig sjælden. Den findes især i de kystnære egne i Nordjylland og på Øerne.
På Jernhatten findes den på sydvendte lerskrænter sammen med bl.a. alm. hjorterod, alm. hvidtjørn, merian, blå anemone, hulkravet kodriver, knoldet mjødurt og slåen.
| Portal | Portal:Botanik |

## Note
1. ↑  Egne iagttagelser april 2006. Sten Porse